# تريفور (أنغلزي)
تريفور (بالإنجليزية: Trefor, Bodffordd)‏ هي منطقة سكنية تقع في ويلز في أنغلزي.